# Reci
Reci (veraltet Reti; ungarisch Réty) ist eine Gemeinde im Kreis Covasna in der historischen Region Siebenbürgen in Rumänien.

## Geographische Lage

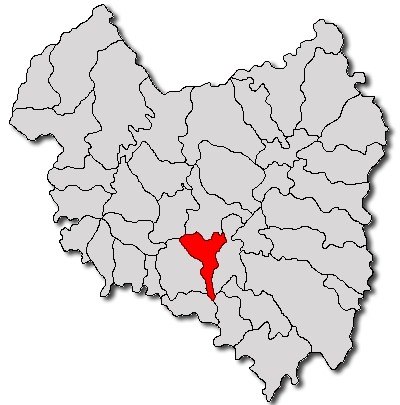
Lage der Gemeinde Reci im Kreis Covasna

Die Gemeinde Reci liegt südöstlich des Siebenbürgischen Beckens in der Depresiunea Brașovului (Kronstädter Senke) im historischen Szeklerland. In der Südhälfte des Kreis Covasna südöstlich des Bodoc Gebirges am rechten Ufer des Flusses Râul Negru und der Nationalstraße DN 13E befindet sich der Ort Reci etwa 20 Kilometer westlich von der Stadt Covasna (Kovasna) und 13 Kilometer östlich von der Kreishauptstadt Sfântu Gheorghe (Sankt Georgen) entfernt.
Auf 24 Hektar der Gemeindefläche befinden sich unterschiedlich große Seen, 14,2 ha davon in unmittelbarer Nähe des Gemeindezentrums.
Der nächstgelegene Bahnhof auf dem Gemeindegebiet befindet sich im eingemeindeten Dorf Bita an der Bahnstrecke Brașov–Târgu Secuiesc.

## Geschichte

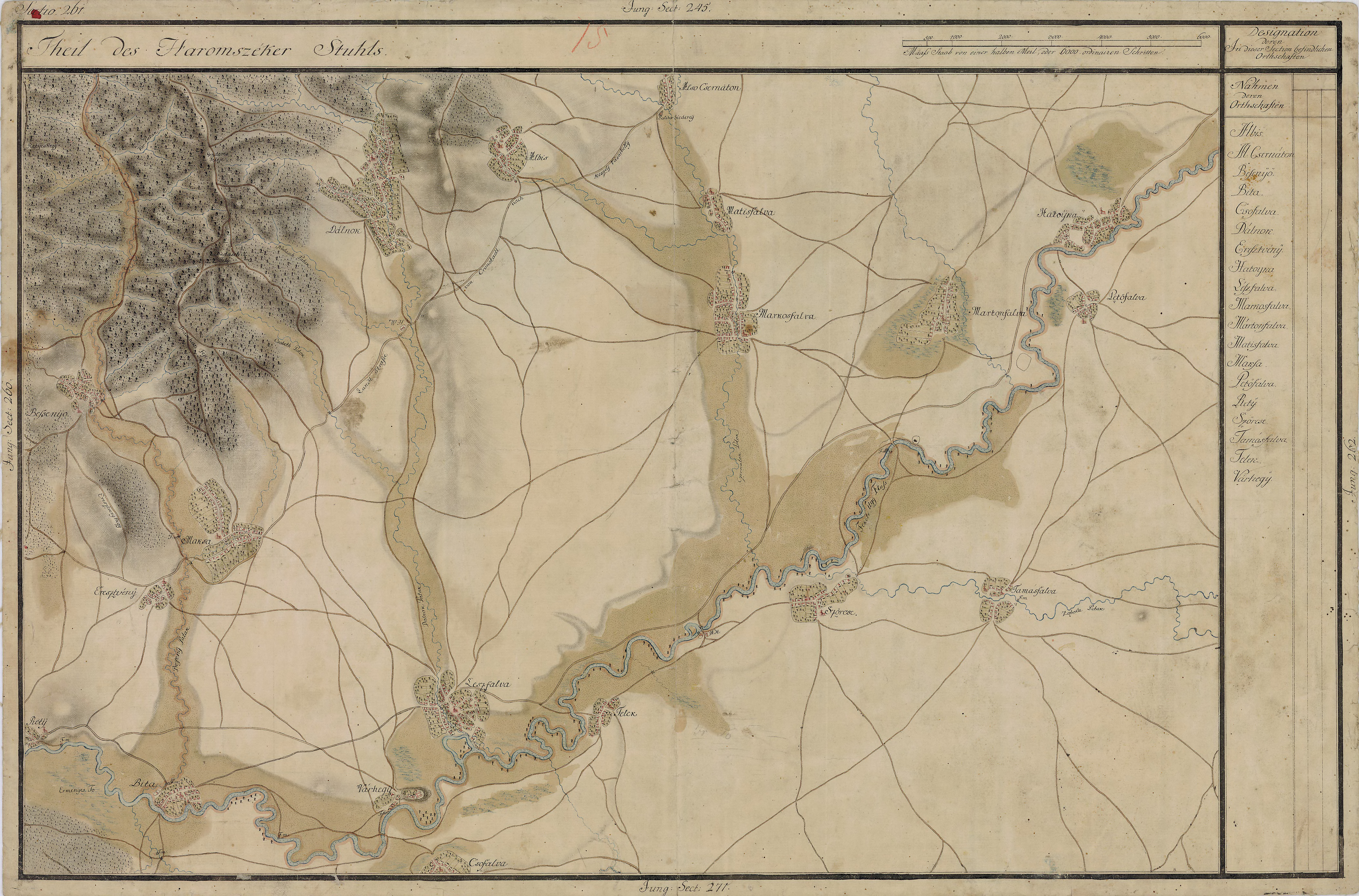
Reci (Rety) in der Josephinischen Landaufnahme von 1769–1773.

Der mehrheitlich von Szeklern bewohnte Ort Reci wurde erstmals nach unterschiedlichen Angaben 1332 oder 1334 urkundlich erwähnt. Eine Besiedlung des Gemeindegebiets auf dem Areal von den Einheimischen genannten Sălașul Românilor (ungarisch Oláhüles) im eingemeindeten Dorf Aninoasa und im Gemeindezentrum bei Câmpia Turcilor (ungarisch Törökrétje) wurden in die Jungsteinzeit datiert. Zahlreiche archäologische Funde wurden der Jungsteinzeit, der Bronzezeit und der Eisenzeit zugeordnet und befinden sich mehrheitlich im Museum in Sfântu Gheorghe.
Zur Zeit des Königreichs Ungarn gehörte die heutige Gemeinde dem Stuhlbezirk Kézdi und Sepsi in der Gespanschaft Háromszék (rumänisch Comitatul Trei-Scaune), anschließend dem historischen Kreis Trei-Scaune (zu Deutsch Drei Stühle) und ab 1950 dem heutigen Kreis Covasna an.
1964 wurde das ehemalige Dorf Comolău mit Reci zusammengelegt, sodass Comolău (ungarisch Komló) heute der linke Teil des Gemeindezentrums ist.
Die Wirtschaft der Gemeinde basiert hauptsächlich auf der Landwirtschaft (den Anbau von Mais, Hafer und Kartoffeln), Viehzucht und einem geringen Maß an kommerziellen Aktivitäten.
2016 waren nur 56 % der Haushalte der Gemeinde an das Trink- und Abwassernetz angeschlossen.

## Bevölkerung
Die Bevölkerung der Gemeinde Reci entwickelte sich wie folgt:
| 1850 | 2.497 | 143 | 2.297 | - | 57 |
| 1941 | 2.857 | 1   | 2.835 | 4 | 17 |
| 2002 | 2.234 | 23  | 2.209 | 1 | 1  |
| 2011 | 2.304 | 32  | 2.247 | - | 25 |
| 2021 | 2.259 | 61  | 2.125 | - | 73 |

Seit 1850 wurde auf dem Gebiet der Gemeinde Bodoc die höchste Einwohnerzahl und die der Magyaren 1941 ermittelt. Die höchste Anzahl der Rumänen wurde 1850, der Roma (182) 1956 und die der Rumäniendeutschen (14) 1890 registriert.

## Sehenswürdigkeiten
- Die reformierte Kirche und der Turm aus dem 13. Jahrhundert wurden 1515 umgebaut und 1857 renoviert, stehen unter Denkmalschutz.[8]
- Das römische Kastell Comolău, steht unter Denkmalschutz.[8]
- Die Herrenhäuser der ungarischen Adelsfamilie Antos 1825 errichtet, heute Sanitätsstation und Wohnung und das der Adelsfamilie Salamon im 18. Jahrhundert errichtet, stehen unter Denkmalschutz.[8]
- Bauernmühle aus dem 19. Jahrhundert[3]
- Das sandige Naturschutzgebiet Mestecănișul de la Reci mit Teichen und seltenen Pflanzen (2125 Hektar).[9] Hier drohen die Teiche auszutrocknen, was den Verlust seltener Pflanzen und Tiere bedeuten würde. Ein Teil des Films Unterwegs nach Cold Mountain wurde hier im Naturschutzgebiet gedreht.[10]

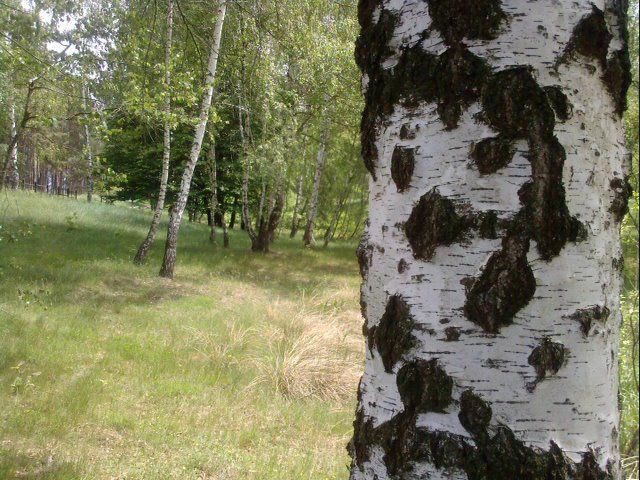
Naturschutzgebiet Mestecănișul de la Reci
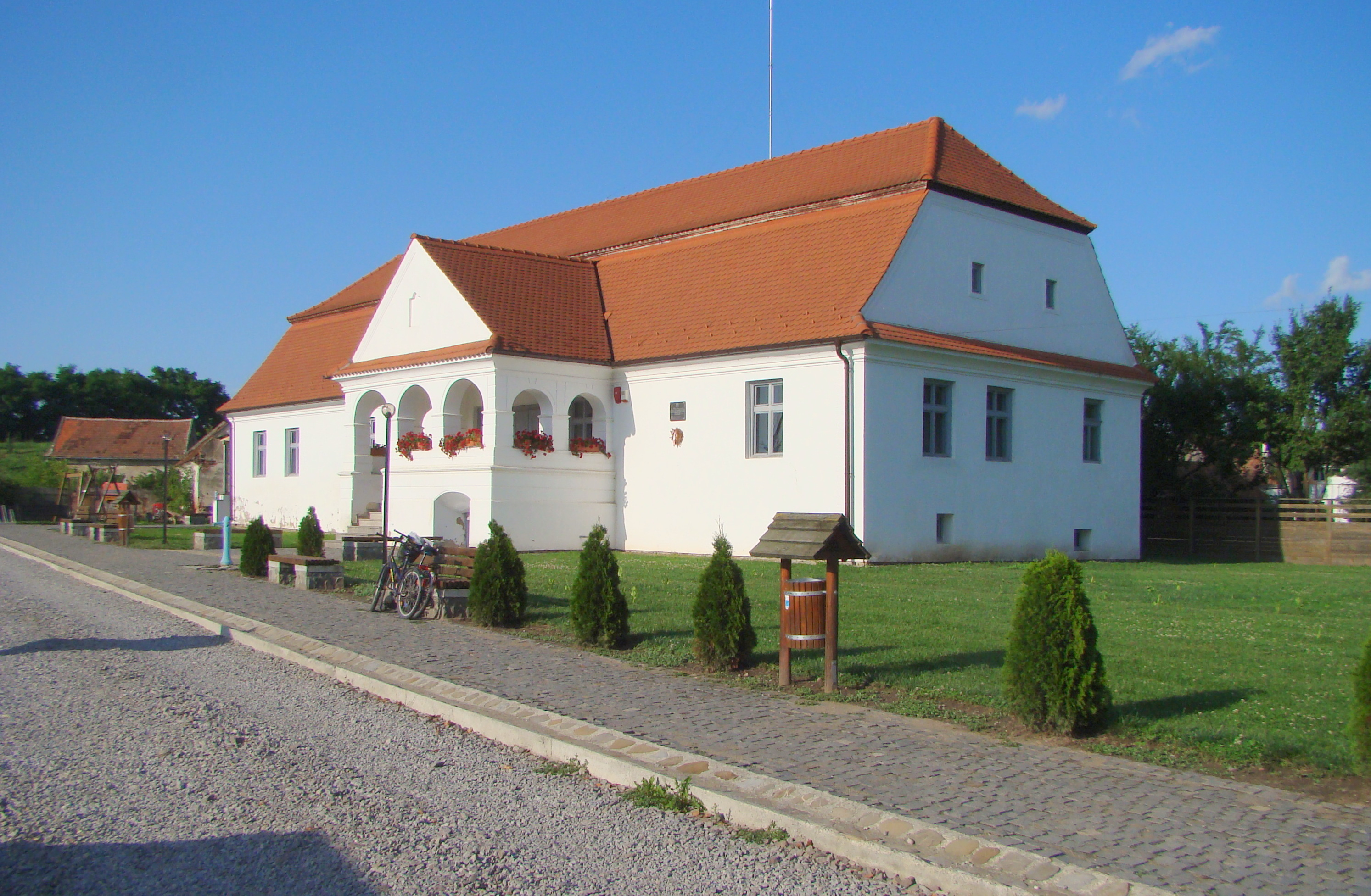
Herrenhaus Antos
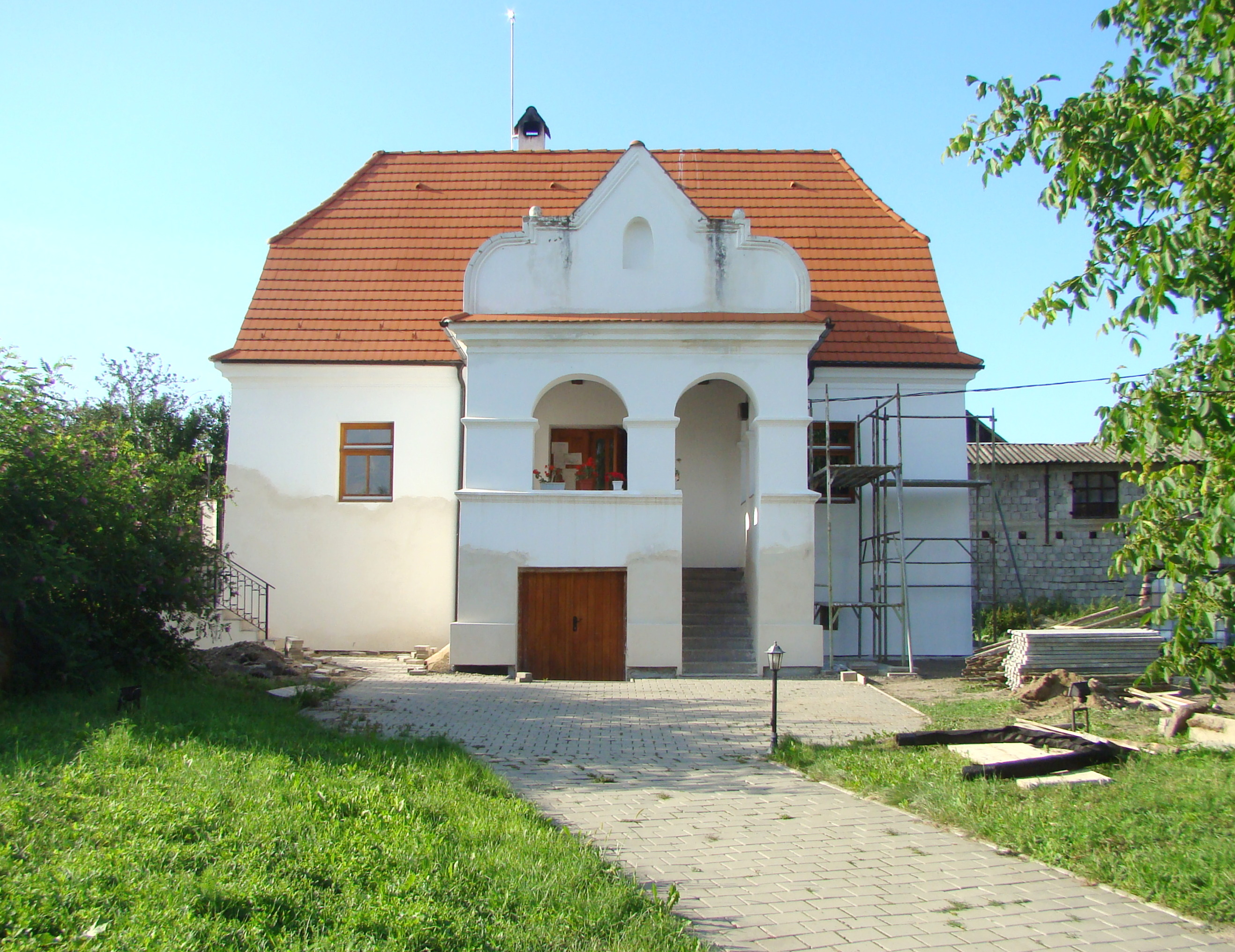
Herrenhaus Salamon
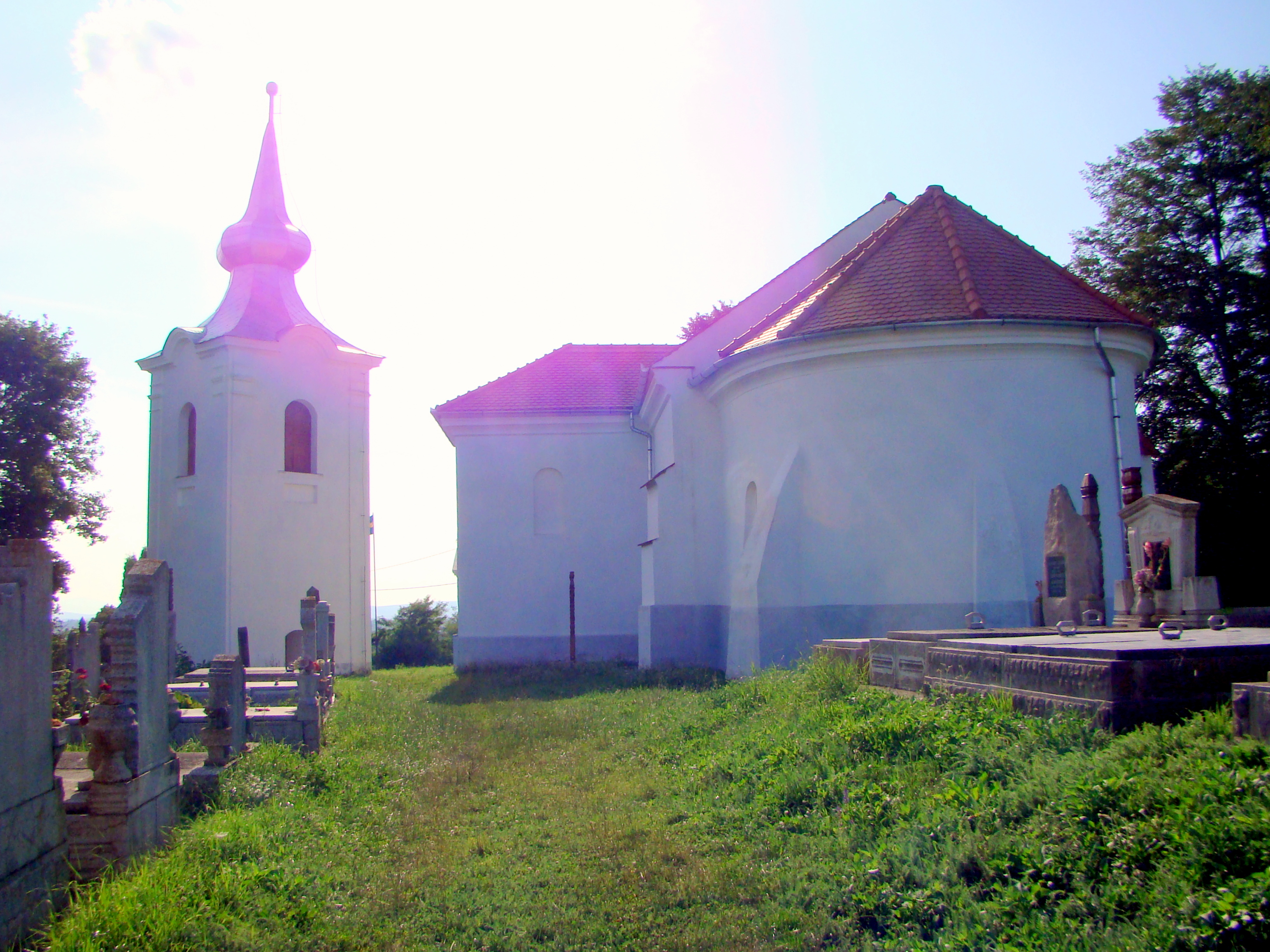
Reformierte Kirche in Reci
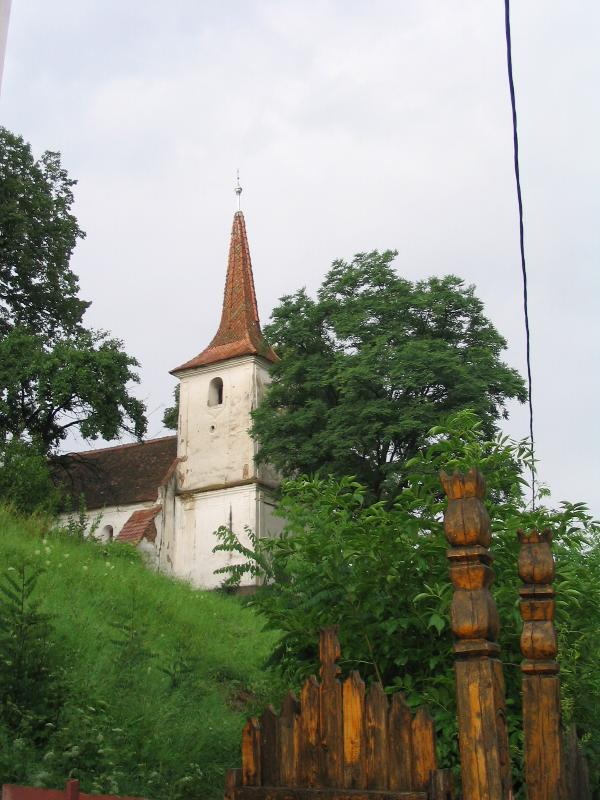
Kirche in Saciova

## Persönlichkeiten
- Anikó Salamon (1945–1981), Ethnographin[11]